# ويلارد د. مورغان
ويلارد د. مورغان (بالإنجليزية: Willard D. Morgan)‏ هو مصور أمريكي، ولد في 30 مايو 1900 في سنوهوميش في الولايات المتحدة، وتوفي في 18 سبتمبر 1967.